# Murmellius Gymnasium
Het Murmellius Gymnasium is een Nederlands categoriaal gymnasium te Alkmaar.

## Geschiedenis
Het Murmellius Gymnasium is de voortzetting van de Alkmaarse Latijnse school waar Johannes Murmellius (1480-1517) tussen 1513 en 1517 rector was. Naar deze humanist en neolatijnse dichter is de school vernoemd. Op 16 maart 1904 werd de school opgericht als Stedelijk Gymnasium van Alkmaar. Op 1 september 1933 kreeg de school officieel de naam Murmellius Gymnasium. Op bestuurlijk niveau werkt het Murmellius Gymnasium samen met andere Noord-Hollandse scholen binnen de Stichting Openbaar Voortgezet Onderwijs Noord-Holland-Noord.

## Huidige school
Het Murmellius Gymnasium is het enige categoriale gymnasium ten noorden van het Noordzeekanaal. De school telt 95 docenten en onderwijsondersteunende medewerkers en heeft meer dan 800 leerlingen. De leerlingen komen uit een groot deel van noordelijk Noord-Holland. Van de 128 brugklassers uit het jaar 2019-20 kwam ruim een kwart (34 leerlingen) uit Alkmaar zelf, een achtste (16 leerlingen) kwam uit het nabijgelegen dorp Bergen, een achtste (15 leerlingen) kwam uit het noordelijk gelegen Heerhugowaard en 6 uit het aangrenzende dorp Heiloo. Maar leerlingen komen ook van verder uit Den Helder, Julianadorp, Castricum, Limmen, Obdam, Hoorn, Dirkshorn, West-Graftdijk, Schagen en Texel naar het Gymnasium.
De gymnasiale vorming, met Grieks en Latijn als ruggengraat, is het overkoepelend thema in het onderwijs.
Het gymnasium ligt aan de Bergerhout vlak buiten de oude binnenstad van Alkmaar. De school is ontworpen door C. Kirkenier en werd gebouwd in de stijl van de Delftse School, een stroming binnen het traditionalisme. Door haar hoge klokkentoren met naaldspits, die in de wijde omgeving is te zien, is de school een opvallende verschijning in de stad Alkmaar. Naast de toren bevindt zich de hoofdingang.
Op 13 april 1999 ging de aula van de school in vlammen op. Deze is in 2000 hersteld. Gekoppeld aan deze herstelwerkzaamheden is het gebouw uitgebreid met onder meer een gymzaal.
In het schooljaar van 2010/2011 volgde een uitgebreide verbouwing, waarbij de hele school is gerenoveerd en een loopbrug kreeg van het oude naar het nieuwe gedeelte.
De school is een alfa- en bètaschool: in het schooljaar 2019-2020 had 31 procent van de leerlingen gekozen voor een profiel natuur en gezondheid, 30 procent een profiel natuur en techniek, 26 procent een profiel economie en maatschappij en 13 procent van de leerlingen een profiel cultuur en maatschappij. Van de 109 eindexamenkandidaten in het schooljaar 2019-2020 hebben 108 leerlingen een diploma behaald; een slagingspercentage van 99,1%, hoger dan het landelijk gemiddelde. Van de 108 geslaagden slaagden 66 leerlingen (61%) in twee profielen.

## Bijzonder activiteiten
Sinds het schooljaar 2019-2020 kent de school het Intermezzo, een overgangsjaar voor leerlingen die van de basisschool komen, maar nog niet toe zijn aan het voortgezet onderwijs. De leerlingen van het derde jaar gaan jaarlijks naar Limburg om daar resten van de Romeinse beschaving te bezoeken. Voor de leerlingen van het vierde jaar bestaat de mogelijkheid van een buitenlandse uitwisseling. Hiervoor onderhoudt het de school relaties met het gymnasium in de Hongaarse stad Tata en sinds 2009 met een school in de Turkse stad Bergama. De steden Tata en Bergama zijn zustersteden van Alkmaar. Verder heeft het Murmellius sinds meer dan tien jaar een uitwisseling van leerlingen met een school in de Franse stad Pouzauges. In het vijfde jaar bezoeken de leerlingen de stad Rome.
Jaarlijks organiseert de school een schooltoneel. Ook wordt jaarlijks door leerlingen de International Model United Nations of Alkmaar georganiseerd, een simulatie van een vergadering Verenigde Naties.

## Bekende leerlingen
| - Bob van Amerongen, verzetsstrijder en classicus - Hans Beerekamp, filmjournalist - Hugo Brandt Corstius, schrijver en wetenschapper - Mascha ten Bruggencate, politica - Hans Daalder, politicoloog - Laurens ten Dam, wielrenner - Jaap van Dissel, infectioloog - Jaap van Domselaer, dichter (geen eindexamen) - Francine Giskes, politica - Jan Hemelrijk, verzetsstrijder, statisticus en hoogleraar - Friso ten Holt (diploma elders), beeldend kunstenaar - Melanie van der Horst, politica - Gijs IJlander, schrijver - Tetje de Jong, politiefunctionaris - Hans Kamp, filosoof - Hans Keuning, componist - Pieter Klok, journalist - Nel Kluitman, kunstschilderes, tekenares en beeldhouwster - Frits Korthals Altes, jurist en politicus - Hans Kuyper, dichter en kinderboekenschrijver - Thé Lau, muzikant - Jetta van Leeuwen, omroepster - Henk Overbeek, politicoloog - Lawrence Renes, dirigent - Maarten van Roozendaal, liedkunstenaar (geen eindexamen) - Bernard Goovaerts, pianist en schilder - Dick Schenkeveld, classicus - Jan van Steenbergen, taalkundige - Maan de Steenwinkel, zangeres - Diederik van Vleuten, cabaretier - Reinout Vreijling, dichter, pseudoniem van Jaap van Rossum du Chattel - Elly de Waard, dichteres - Vincent Weijand, dichter en vertaler |

## Bekende docenten
- Karel Colnot, tekenen
- Willem van Est, wiskunde
- Rudmer Heerema, lichamelijke opvoeding
- Jacob (Jaap) Hemelrijk, rector
- Rob Houdijk, klassieke talen
- Jan Coenraad Kamerbeek, klassieke talen
- Kurt Löb, tekenen
- Jeroen Vullings, Nederlands
- Wim Passtoors, conrector